# Lionyx hedgepethi
Lionyx hedgepethi is een duizendpotensoort uit de familie van de Geophilidae. De wetenschappelijke naam van de soort is voor het eerst geldig gepubliceerd in 1960 door Chamberlin.